# Malacothrix glabrata
Malacothrix glabrata es una especie de planta herbácea perteneciente a la familia de las asteráceas. Es originaria de Norteamérica.

## Descripción
M. glabrata alcanza los 12 - 35 cm de alto. Su aspecto es similar a la margarita con flores fragantes  en tonos  amarillos o blancos, y las flores no desarrolladas tienen un botón de color rojo en el centro de la cabeza de la flor.

## Distribución y hábitat
La especie es nativa del oeste de los Estados Unidos, (con exclusión de gran parte del noroeste del Pacífico), y en el norte de México.

## Sinonimia
- Malacothrix californica var. glabrata A. Gray ex D.C. Eaton[3]

## Galería

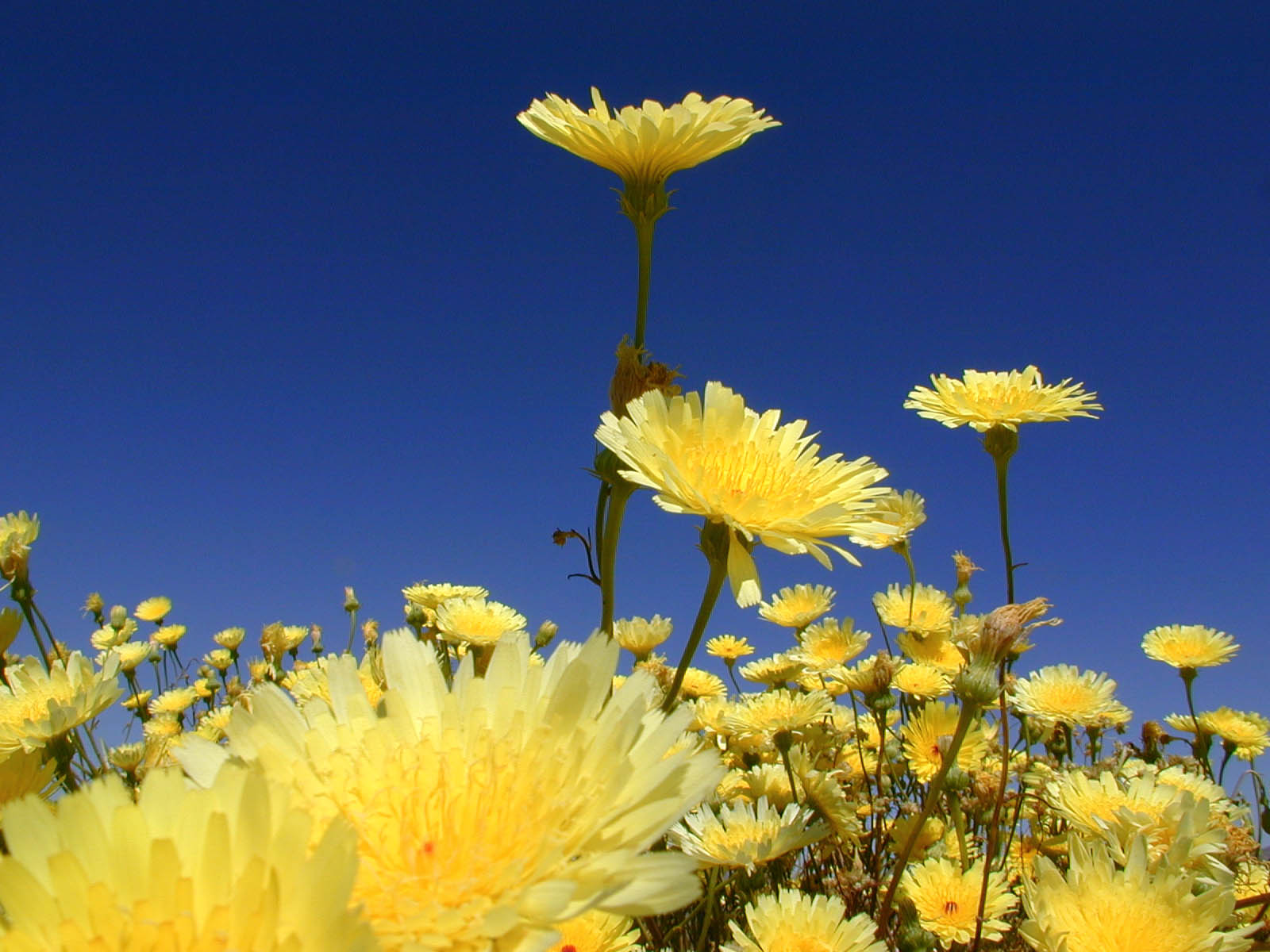
En Pinto Valley, Parque nacional de Árboles de Josué, California.
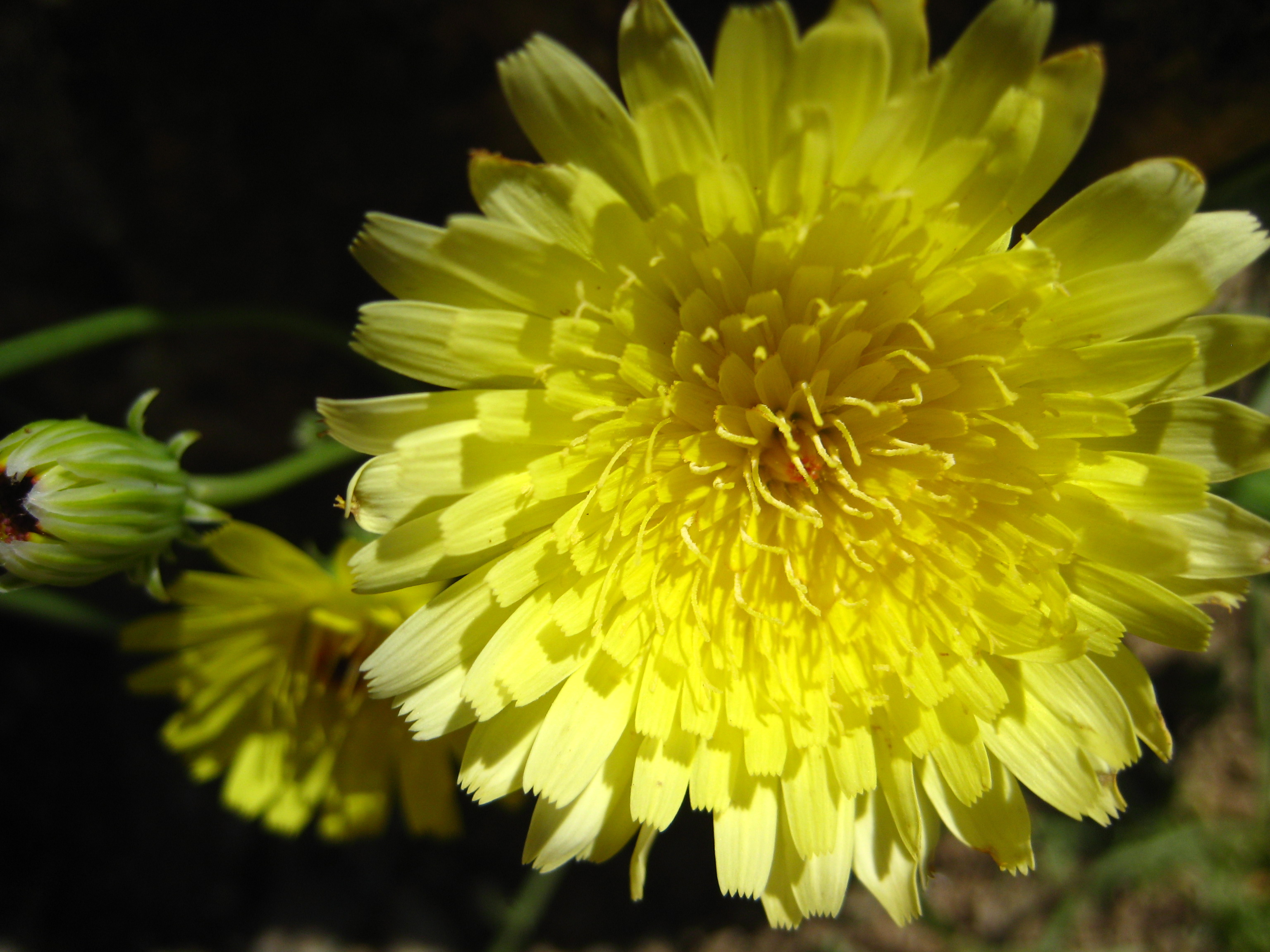
Malacothrix glabrata, photographed at Joshua Tree National Park.
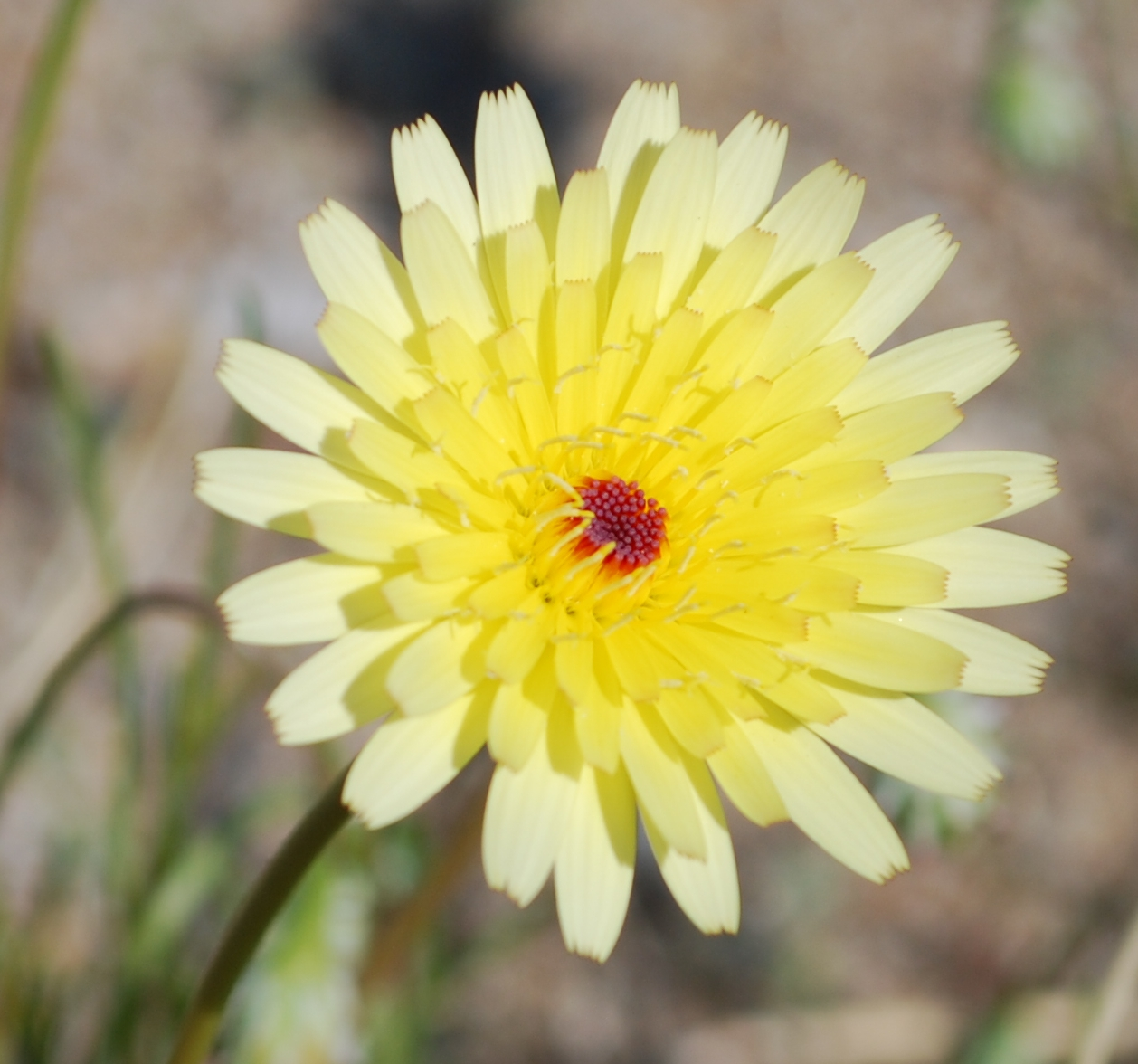
Desert dandelion (Malacothrix glabrata), Anza-Borrego Desert State Park
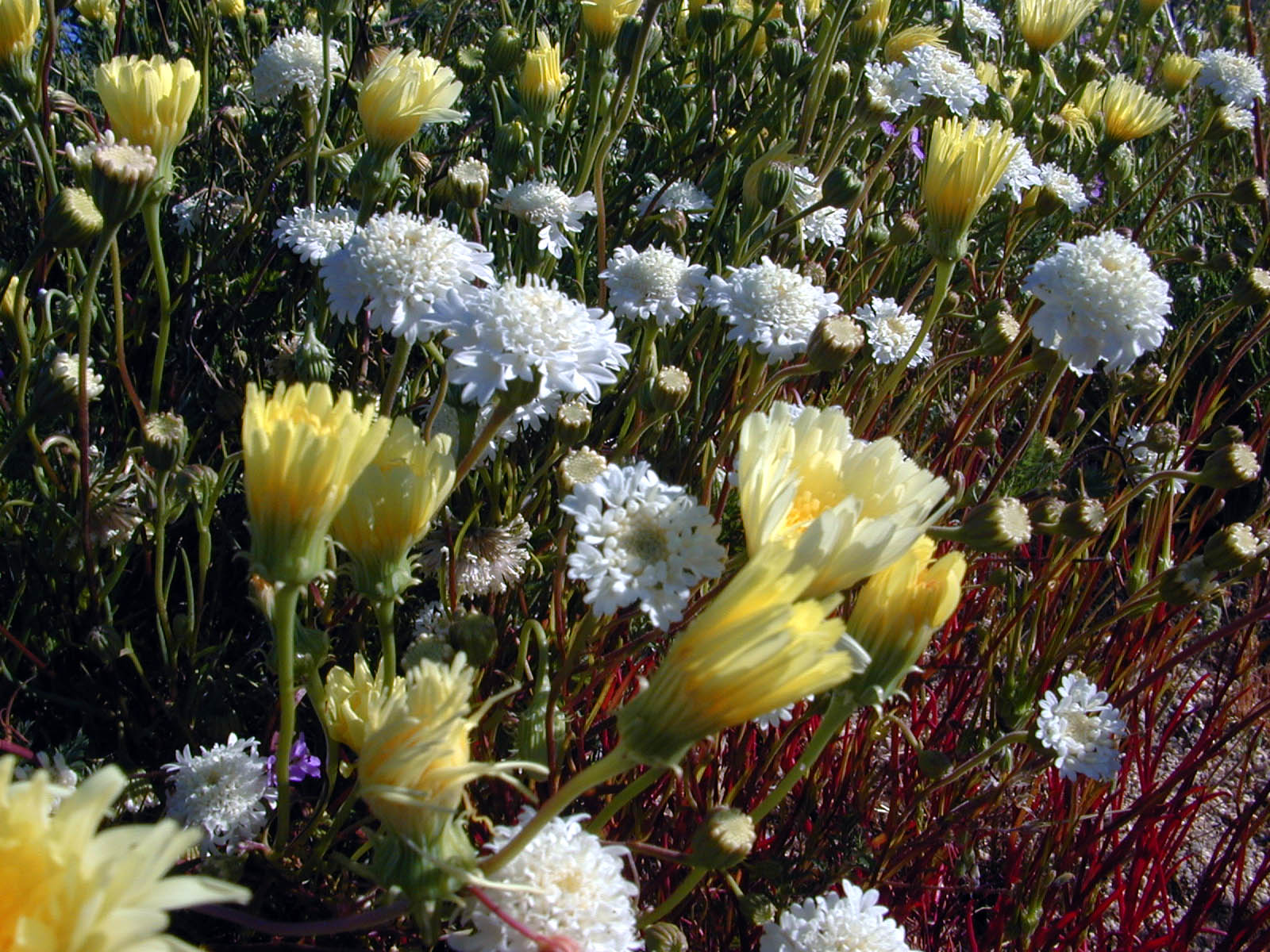
Malacothrix glabrata y Chaenactis fremontii, Parque nacional de Árboles de Josué, 30 de marzo de 2005